# Littorophiloscia formosana
Littorophiloscia formosana là một loài chân đều trong họ Philosciidae. Loài này được Kwon & Jeon miêu tả khoa học năm 1993.